# Franckeus peninsularis
Espèce
Synonymes
- Vaejovis peninsularis Williams, 1980

Franckeus peninsularis est une espèce de scorpions de la famille des Vaejovidae.

## Distribution
Cette espèce est endémique de Basse-Californie du Sud au Mexique. Elle se rencontre vers San Ignacio, San Raymundo et San Ysidro.

## Description
Le mâle holotype mesure 49 mm.

## Systématique et taxinomie
Cette espèce a été décrite sous le protonyme Vaejovis peninsularis par Williams en 1980. Elle est placée dans le genre Franckeus par Soleglad et Fet en 2005.

## Publication originale
- Williams, 1980 : « Scorpions of Baja California, Mexico, and adjacent islands. » Occasional papers of the California Academy of Sciences, no 135, p. 1-127 (texte intégral).